# Освальдо Санчес
Освальдо Санчес (ісп. Oswaldo Sánchez, нар. 21 вересня 1973, Гвадалахара) — колишній мексиканський футболіст, воротар.
Виступав за мексиканські клуби «Атлас», «Америка», «Гвадалахара» та «Сантос Лагуна», а також національну збірну Мексики, з якою став дворазовим переможцем Золотого кубка КОНКАКАФ.

## Клубна кар'єра
Народився 21 вересня 1973 року в місті Гвадалахара. Вихованець футбольної школи клубу «Атлас». Дорослу футбольну кар'єру розпочав 1993 року в основній команді того ж клубу, в якій провів три сезони, взявши участь у 77 матчах чемпіонату.

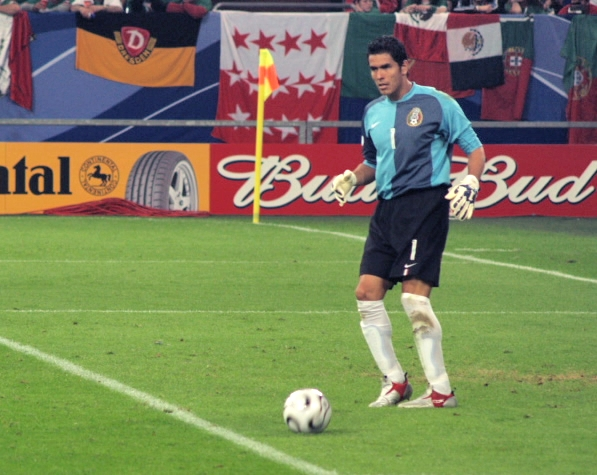
Освальдо Санчес у складі збірної Мексики.

Своєю грою за цю команду привернув увагу представників тренерського штабу «Америки», до складу якого приєднався у 1996 року. Відіграв за команду з Мехіко наступні три сезони своєї ігрової кар'єри. Більшість часу, проведеного у складі «Америки», був основним голкіпером команди.
1999 року уклав контракт з клубом «Гвадалахара», у складі якого провів наступні вісім років своєї кар'єри гравця. Граючи у складі «Гвадалахари» також здебільшого виходив на поле в основному складі команди.
До складу клубу «Сантос Лагуна» приєднався 2007 року. До завершенні кар'єри у 2015 році встиг відіграти за команду з міста Торреона (штат Коауїла) майже 300 матчів в національному чемпіонаті, вигравши два чемпіонати Мексики і один національний кубок.

## Виступи за збірну
1996 року дебютував за національну збірну Мексики.
У складі збірної був учасником трьох чемпіонатів світу: 1998 року у Франції, 2002 року в Японії і Південній Кореї та 2006 року у Німеччині. Тричі брав участь у розіграшах кубка Америки: 2001 у Колумбії, 2004 у Перу, 2007 у Венесуелі; виграв срібну та бронзову нагороди. Був учасником трьох кубків конфедерацій: 1997 у Саудівській Аравії, 2001 в Японії і Південній Кореї, 2005 у Німеччині. На турнірах Золотого кубка КОНКАКАФ двічі здобував титул континентального чемпіона (1996, 2003) і одного разу — віце-чемпіона (2007).
Всього провів у формі головної команди країни 99 матчів.

## Титули і досягнення

### Командні
- Срібний призер Панамериканських ігор: 1995
- Володар Золотого кубка КОНКАКАФ (2): 1996, 2003
- Срібний призер Золотого кубка КОНКАКАФ: 2007
- Срібний призер Кубка Америки: 2001
- Бронзовий призер Кубка Америки: 2007
- Чемпіон Мексики (3): 2006(А), 2008 (К), 2012 (К)
- Віце-чемпіон Мексики (3): 2010 (Б), 2010 (А), 2011 (А)
- Вололар Кубка Мексики (1): 2014 (А)

### Особисті
- Найкращий воротар Золотого кубка КОНКАКАФ (1): 2003
- Найкращий воротар кубка конфедерацій (1): 2005
- Найкращий воротар чемпіонату Мексики (3): 2002(А), 2003(К), 2005(А)